# Rissoina cancellata
Rissoina cancellata är en snäckart som beskrevs av Philippi 1847. Rissoina cancellata ingår i släktet Rissoina och familjen Rissoidae. Inga underarter finns listade i Catalogue of Life.